# Identificação automática e captura de dados
Identificação automática e captura de dados (AIDC, sigla em inglês para "Automatic Identification and Data Capture") refere a métodos de identificação automática de objetos, coletando dados sobre eles, e adicionando esses dados diretamente a sistemas de computador (isto é, sem envolvimento humano). Tecnologias tipicamente consideradas como parte do AIDc incluem código de barras, Identificação por Radiofrequência (RFID), Biometria, cartão magnético, reconhecimento ótico de caracteres, Smart card e Reconhecimento de fala. AIDC é também referenciada como "Identificação Automática", "Auto-ID" e "Captura Automática de Dados".
AIDC é o processo ou meio de obter dados externos, particularmente através da análise de imagens, sons ou vídeos. Para capturar os dados, um transdutor é usado para converter a imagem ou som em arquivo digital. O arquivo é então armazenado e pode posteriormente ser analisado pelo computador, ou comparado com outros arquivos no banco de dados para verificar a identidade ou prover autorização para entrar em sistemas de segurança. A captura de dados pode ser feita de vários modos; o melhor método depende da aplicação.
Em sistemas de segurança biométricos, a captura é a aquisição ou o processo de aquisição e identificação de características como a imagem dos dedos, da palma, face, íris, ou voz.
A Identificação por frequência de rádio (RFID) é uma tecnologia AIDC relativamente nova, que foi inicialmente desenvolvida na década de 1980. A tecnologia age como um base em sistemas de coleta, identificação e análise automática de dados ao redor do mundo. O RFID tem sido importante em uma grande variedade de mercados, incluindo sistemas de Identificação Automática de Veículo (AVI) pela sua capacidade de rastrear objetos em movimento.